# Kisumu Airport
Kisumu Airport (engelska: Kisumu International Airport) är en flygplats i Kenya. Den ligger i den västra delen av landet, 270 km nordväst om huvudstaden Nairobi. Kisumu Airport ligger 1 157 meter över havet. Arean är 85 kvadratkilometer.
Terrängen runt Kisumu Airport är platt åt sydost, men åt nordväst är den kuperad. Runt Kisumu Airport är det tätbefolkat, med 709 invånare per kvadratkilometer. Närmaste större samhälle är Kisumu, 4,1 km öster om Kisumu Airport. 